# Meios-irmãos
Meio-irmão ou meia-irmã é a denominação aplicada ao irmão ou irmã que possui grau de parentesco apenas por parte de mãe ou apenas por parte de pai. Por parte de mãe, os filhos são denominados "uterinos", por parte de pai, os filhos são denominados "consanguíneos".
Em geral, adolescentes não costumam fazer diferença entre irmãos e co-irmãos. No caso de filhos de pais separados e recasados, o nascimento de um meio-irmão frequentemente representa o fim da fantasia de que os pais voltem a viver juntos.
Um estudo publicado nos Estados Unidos em 2013 apontou que adolescentes com meio-irmãos apresentam uma probabilidade 65% maior de ter usado drogas antes dos quinze anos de idade, em comparação com quem não tem meio-irmãos. Entretanto, a pesquisa não apontou o que pode causar este efeito.
Geneticamente, é quase indiferente se os meios-irmãos tem em comum o pai ou a mãe. A única diferença é que, caso o parentesco seja por parte de mãe, os dois compartilharão o DNA mitocondrial, o que não acontece se forem filhos do mesmo pai com mães diferentes. Porém, o DNA mitocondrial representa apenas 0,01% do DNA humano.
Na Atenas Clássica, a lei permitia o casamento entre meio-irmãos, se eles fossem irmãos por parte do pai, mas não se fossem por parte da mãe; com base nesta lei, Cimon casou-se com sua meio-irmã Elpinice, que, depois, foi esposa de Cálias.